# West Orange (Nova Jersey)
West Orange (en anglès West Orange Township) és un township al Comtat d'Essex (Nova Jersey) . L'any 2010 tenia 46.207 habitants i una densitat poblacional de 1.457,63 persones per km². La municipalitat de West Orange està a les coordenades 40° 47′ 19″ N, 74° 15′ 19″ O / 40.78861°N,74.25528°O 40° 47′ 19″ N, 74° 15′ 19″ O / 40.78861°N,74.25528°O / 40.78861, -74.25528. Segons l'Oficina del Cens el 2007 els ingressos mitjans per llar en el municipi eren de $90.334 i els ingressos mitjans per família eren $106.233. Els homes tenien uns ingressos mitjans de $52.029 enfront dels $39.484 per a les dones. La renda per càpita per a la localitat era de $34,412. Al voltant del 5,6 % de la població estava per sota del llindar de pobresa.

## Celebritats
- Thomas Alva Edison va morir aquí.